# Geranium exellii
Geranium exellii är en näveväxtart som beskrevs av Jack Rodney Laundon. Geranium exellii ingår i släktet nävor, och familjen näveväxter. Inga underarter finns listade i Catalogue of Life.